# Thomas Simonsson
Thomas Simonsson (ur. ok. 1380, zm. 28 stycznia 1443) – szwedzki biskup, autor Frihetvisan (Pieśni wolności).
Thomas Simonsson został biskupem Strängnäs w roku 1429. Następnie brał aktywny udział jako doradca w politycznych konfliktach w Szwecji w latach 30. XV wieku. Najbardziej znany jest z autorstwa powstałej w 1439 roku Frihetvisan opowiadającej o losach Engelbrekta Engelbrektssona. Pieśń ta była silnym czynnikiem budowania tożsamości narodowej Szwedów przeciwko wynikającej z unii kalmarskiej władzy królów duńskich. W czasie powstania tej pieśni była ona szczególnie adresowana przeciwko władzy Eryka Pomorskiego.